# 프랑스 유물론
프랑스 유물론(French materialism)은 계몽주의 시대의 소수의 18세기 프랑스 철학자들에게 붙여진 이름으로, 그들 중 다수는 남작 홀 바흐 (Baron d'Holbach)의 살롱 주변에 모인 자들이다. 그들 사이에는 중요한 차이점이 있지만, 그들 모두는 세상이 하나의 물질, 즉 물질의 운동과 속성으로 모든 현상을 설명하는데 사용될 수 있다고 믿는 유물론자 들이었다.

## 18세기 프랑스의 저명한 유물론자들
- 줄리앙 오프레이 드 라 메트리
- 데니스 디드로
- 남작 돌바흐
- 클로드 아드리앙 헬베티우스
- 피에르 장 조르주 카바니스
- 자크 앙드레 나이종

## 같이 보기
- 계몽시대의 무신론
- 독일 유물론
- 메커니즘(철학)
- 형이상학적 자연주의